# Chronique arctique
Chronique arctique (North to North) est une série télévisée comique canadienne diffusée en première sur CBC, APTN et Netflix en 2025.
Anna Lambe interprète Siaja, une jeune femme inuite de la petite communauté fictive de l'Arctique canadien d'Ice Cove, sur l'île du Prince-de-Galles au Nunavut.
Le 29 avril 2025, la série a été renouvelée pour une deuxième saison.

## Synopsis
Siaja, une jeune mère inuite tente de se réinventer après avoir publiquement décidé de quitter son mari, garçon chéri d'une petite ville arctique très unie mais égocentré à l'extrême. Elle décide de se trouver un travail et se rendre utile à la communauté, tout en s'occupant de sa fille.

## Distribution
- Anna Lambe (VF : Charlotte Daniel) : Siaja[5], une jeune mère inuk
- Mary Lynn Rajskub (VF : Juliette Degenne) : Helen[6], la gérante de la ville
- Keira Cooper (VF : Romy Pointet) : Bun[7], la fille de Siaja et Ting
- Maika Harper (VF : Natacha Muller) : Neevee[7], la mère de Siaja
- Jay Ryan (VF : Boris Rehlinger) : Alistair[8], le père de Siaja
- Braeden Clarke (VF : Juan Llorca) : Kuuk[7], chercheur et assistant d'Alistair
- Kelly William (VF : Fred Colas) : Ting[9], le mari de Siaja et le père de Bun
- Zorga Qaunaq (VF : Bénédicte Bosc) : Millie[10], l'amie de Siaja
- Bailey Poching (VF : Mike Fédée) : Colin[7], l'ami de Siaja qui dirige la station de radio locale
- Nutaaq Doreen Simmonds (VF : Cathy Cerdà) : Elisapee[7], la collègue de Siaja
- Tanya Tagaq : Nuliajuk[11]
- Vincent « Vinnie » Karetak (VF : Michel Mella) : Jeffrey[12]
- Taylor Hickson (VF : Victoria Grosbois) : Alexis, la petite-amie de Kuuk
- Dan Jeannotte (VF : Marc Arnaud) : Olivier

## Production
La série a été créée par Stacey Aglok MacDonald et Alethea Arnaquq-Baril, Les épisode sont été réalisés par Anya Adams, Danis Goulet, Zoe Leigh Hopkins, Lisa Jackson, Renuka Jeyapalan et Aleysa Young.
Le tournage a commencé à Iqaluit, au Nunavut, le 14 mars 2024 et s'est terminé en juin 2024 Le club de curling d'Iqaluit a été transformé en plateau de tournage présentant les décors intérieurs du tournage, car il n'y a pas de studio de tournage à proximité. Aglok MacDonald et Arnaquq-Bari pour Red Marrow Media ont travaillé à la création d'un studio permanent, mais il n'était pas prêt à temps pour la première saison de l'émission.
Debra Hanson et Nooks Lindell ont travaillé comme costumières sur la série. Ils se sont concentrés sur les artisans et designers inuits locaux pour s'approvisionner en  vêtements, chaussures et bijoux portés par les personnages respectant le style inuit. « Il était vraiment important pour nous que nos parkas et tout ce qui est traditionnel soient fabriqués ici au Nunavut, par des artistes inuits », explique Aglok MacDonald. « Ils ont dû aller jusqu'aux confins de l'Arctique pour confectionner les magnifiques costumes que les gens verront à l'écran, qui ne ressemblent à rien de ce qui a été vu auparavant. »
Arnaquq-Baril s'est dite submergée par le soutien des Nunavummiut. « Nous recevons des messages de personnes de toute la communauté, tout simplement ravies d'en faire partie, car une grande partie de la communauté est dans notre série, à l'écran, et travaille également dans les coulisses. » Iqaluit est également la ville natale d'Anna Lambe, qui joue le rôle de Siaja. Elle a déclaré : « Les gens venaient constamment me serrer dans leurs bras et me dire combien ils étaient fiers de moi et combien c'était passionnant pour le Nunavut, pour le cinéma et la télévision inuits et autochtones. Je n'aurais pas voulu filmer ailleurs, car l'effusion d'amour et de soutien que nous avons reçue était si motivante. »
La série a été diffusée pour la première fois au Canada sur APTN et CBC le 7 janvier 2025 et a été diffusée pour la première fois dans le monde entier sur Netflix le 10 avril 2025. Chronique nordique a été renouvelée pour une deuxième saison en avril 2025,.

## Épisodes
1. Complètement au Nord (Top of the World)
2. Au boulot ! (No Freeloading)
3. Ça sent le brûlé (Dumpcano)
4. Y a d'la joie ? (Joy to the Effing World)
5. Morse attaques (Walrus Dick Baseball)
6. Carnivores (Carnivores)
7. Un de perdu... (Lost and Found)
8. Mauvaises influences (Bad Influences)

## Réception et distinctions

### Réponse critique
Le Hollywood Reporter a qualifié la série de « voyage chaleureux et sympathique dans le nord glacial du Canada », tout en soulignant que la série aborde également des sujets plus sérieux, notamment le traumatisme persistant des pensionnats indiens et les séparations entre enfants et familles.